# Mesochorus cholulaensis
Mesochorus cholulaensis är en stekelart som beskrevs av Dasch 1974. Mesochorus cholulaensis ingår i släktet Mesochorus och familjen brokparasitsteklar. Inga underarter finns listade i Catalogue of Life.